# Exencefalia
La exencefalia es una malformación en la cual el cerebro está situado fuera del cráneo. Esta malformación se da generalmente en embriones durante las primeras etapas de la anencefalia. A medida que un embarazo exencefálico progresa, el tejido nervioso se degenera gradualmente. Es inusual encontrar a un niño llevado a término con esta malformación porque el defecto es incompatible con la vida.